# Georg Schrimpf

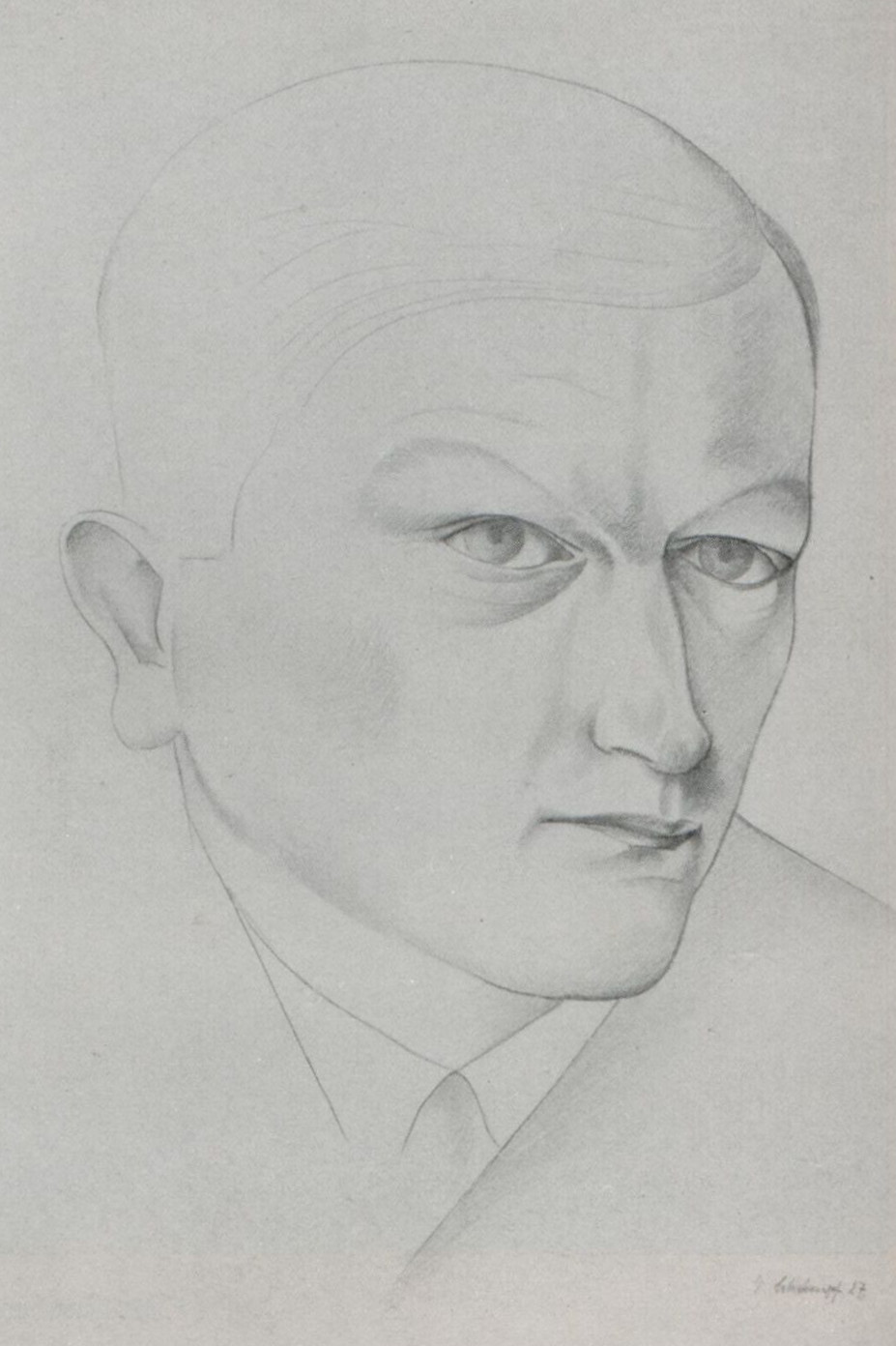
Georg Schrimpf, Selbstporträt

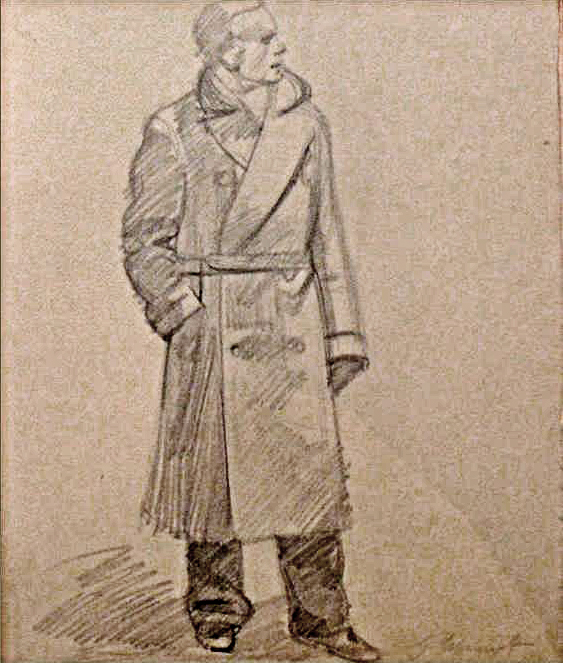
Stehender Mann im langen Mantel (Selbstportrait). Bleistiftzeichnung auf Papier, Blattmaß ca. 38 × 32 cm, Privatsammlung

Georg Gerhard Schrimpf (* 13. Februar 1889 in München; † 19. April 1938 in Berlin) war ein deutscher Maler und Grafiker. Er zählt zu den bedeutendsten Vertretern der Kunstrichtung Neue Sachlichkeit.

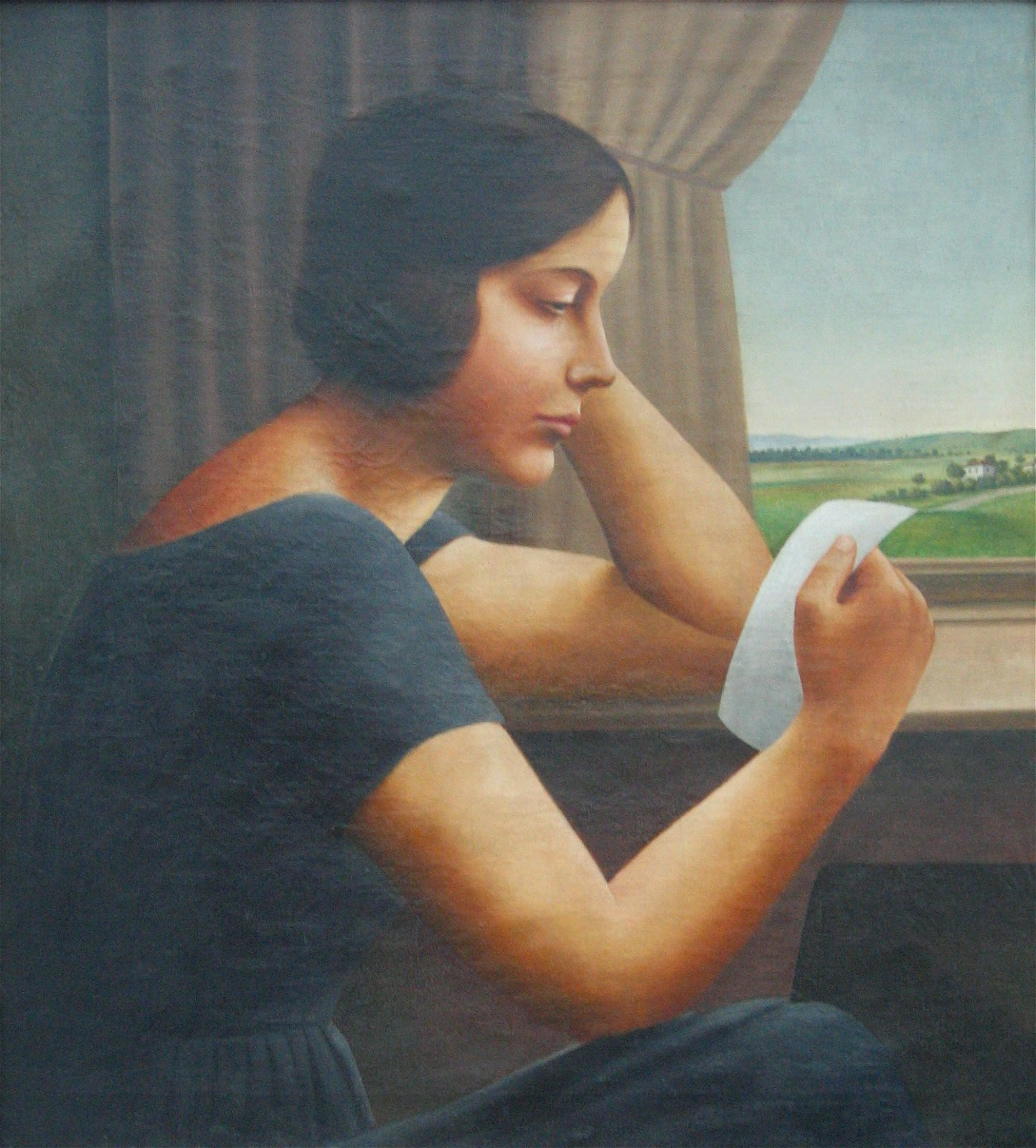
Martha, 1925

## Biografie

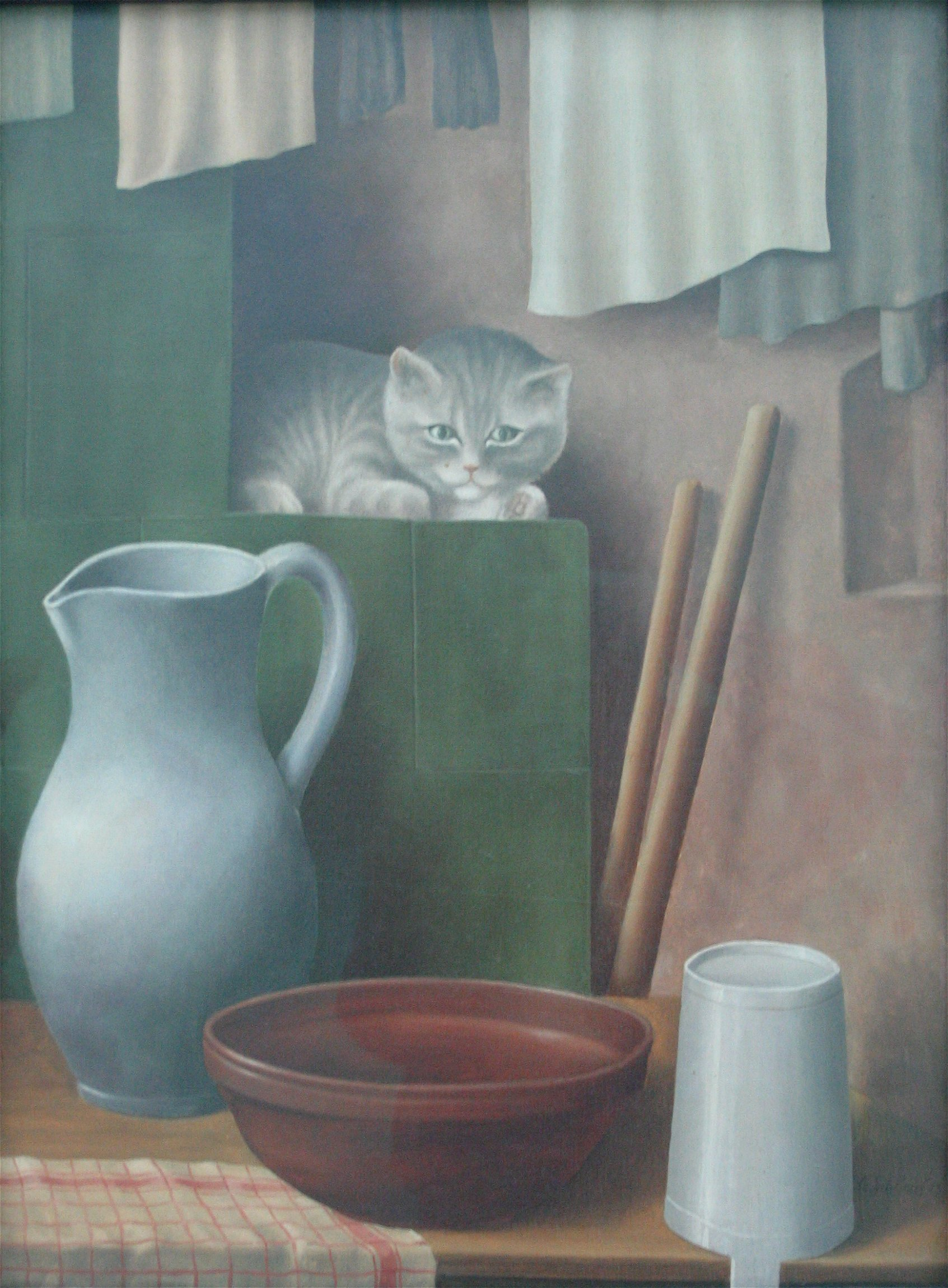
Stillleben mit Katze (Ofenecke), 1923, Pinakothek der Moderne

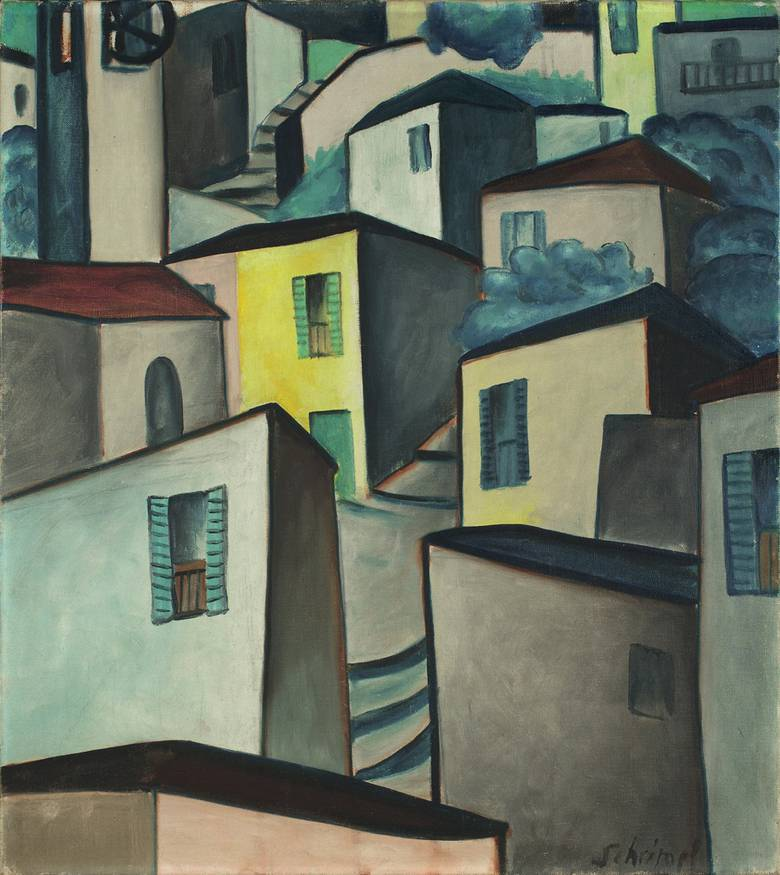
Porto Ronco, 1917, Öl auf Leinwand, Größe 66 × 59 cm, Privatsammlung

Georg Schrimpf begann schon als Kind begeistert zu zeichnen, seine Lieblingsmotive waren Indianer. Die künstlerische Neigung fand im Elternhaus kein Verständnis, schon gar nicht eine Förderung. Der Stiefvater drängte das Kind 1902 (in diesem Jahr verlor er seinen leiblichen Vater) zu einer Zuckerbäckerlehre in Passau. Georg schloss sie 1905 ab und ging sofort auf Wanderschaft. Sie führte ihn durch viele deutsche Städte, auch durch Belgien und Frankreich. Sein Geld verdiente er als Kellner, Kohlenschaufler und Bäcker.
1913 freundete er sich mit dem Schriftsteller Oskar Maria Graf an, ebenfalls ein gelernter Bäcker. Mit ihm zog er durch die Schweiz und Oberitalien. Einige Monate verbrachten die beiden in einer Anarchistenkolonie in Ascona/Tessin, zeitweise bei Karl und „Gusto“ Gräser auf dem Monte Verità. Es entstand eine lebenslange tiefe Freundschaft. Von O. M. Graf stammen die ersten Würdigungen der künstlerischen Tätigkeit Schrimpfs.
1915 übersiedelte Schrimpf nach Berlin. Sein Leben fristete er zunächst als Arbeiter in einer Schokoladenfabrik. Aber er fing jetzt intensiv zu malen an. Bald fand er die Beachtung des Kunstexperten, Galeristen und Publizisten Herwarth Walden, der Schrimpfs erste Ölbilder ausstellte (Galerie Der Sturm, 1916). Sie fanden große Beachtung. Mit Holzschnitten wurde Schrimpf Mitarbeiter der Zeitschriften „Die Aktion“ und „Der Sturm“.

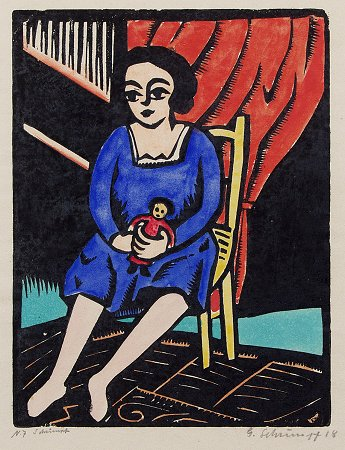
Spielendes Mädchen. 1918, Holzschnitt aquarelliert, 21 × 15,9 cm

1917 heiratete er die Malerin und Grafikerin Maria Uhden, mit der ihn auch künstlerisch viel verband. Noch im selben Jahr zog das Paar nach München. Maria Uhden starb im August 1918 an den Folgen der Geburt ihres Sohnes Markus. Seit dem Jahr 1918 stellte Schrimpf regelmäßig in der Münchner Galerie Neue Kunst aus. Er beteiligte sich als Mitglied des Aktionsausschusses revolutionärer Künstler aktiv an der Münchner Räterepublik. Er schloss sich ebenso der Novembergruppe an, auf deren Ausstellungen er sich 1919, 1920, 1924 und 1929 beteiligte. Schrimpf veröffentlichte Arbeiten u. a. in den Münchner expressionistischen Zeitschriften Der Weg, Die Bücherkiste und Die Sichel. 1920 stellte Schrimpf zum ersten Mal bei der Neuen Sezession im Glaspalast München aus. Ein Jahr später wurde er Mitglied dieser Gruppe. Sie sagte ihm besonders zu, denn hier fühlte er sich nicht in eine bestimmte Richtung gedrängt. 1922 kam er, wieder in Italien, mit der Künstlergruppe um die italienische Zeitschrift Valori Plastici in Kontakt; Carlo Carrà schrieb darauf eine Monographie über Schrimpf. Von 1926 bis 1933 übte er eine Lehrtätigkeit an der Kunstgewerbeschule München aus.
1932 kam es zur Gründung und Beginn einer Wanderausstellung der Gruppe Die Sieben, der neben Georg Schrimpf auch die Künstler Theo Champion, Adolf Dietrich, Hasso von Hugo, Alexander Kanoldt, Franz Lenk und Franz Radziwill angehörten.
1933 wurde er als außerordentlicher Professor an die Staatliche Hochschule für Kunsterziehung in Berlin-Schöneberg berufen. Als ordentliches Mitglied des Deutschen Künstlerbundes nahm Schrimpf 1936 an der letzten DKB-Jahresausstellung im Hamburger Kunstverein teil. Auf Anordnung von Bernhard Rust, dem Preußischen Minister für Wissenschaft, Kunst und Volksbildung, wurde er im September 1937 seiner Lehrtätigkeit enthoben. Als Gründe wurden angegeben, dass er 1919 der Kommunistischen Partei und 1925/26 ein Jahr lang der Roten Hilfe angehört hatte.
Die Haltung des NS-Regimes gegenüber Person und Werk von Georg Schrimpf wirft ein bezeichnendes Licht auf das widersprüchliche Verhältnis der Nationalsozialisten zur modernen Kunst. Einerseits galt Schrimpf als „Roter“ und als „entartet“. Als auf Grund eines Erlasses des Reichsministers für Volksaufklärung und Propaganda, Joseph Goebbels, rund 16.000 Bilder als wertlos und „entartet“ aus deutschen Sammlungen entfernt wurden, waren auch 33 Werke Schrimpfs darunter. In der im Juli 1937 stattfindenden NS-Ausstellung Entartete Kunst wurden auch Bilder von ihm gezeigt und er somit öffentlich diffamiert. Andererseits zählten einige Nazi-Größen zu den Auftraggebern und Sammlern von Schrimpf-Gemälden, wie die Reichsminister Heß und Darré.
Georg Schrimpf starb im Alter von 49 Jahren an Herzversagen.

## Grabstätte
Die Grabstätte von Georg Schrimpf befindet sich auf dem Münchner Waldfriedhof (Grabnr. 103-2-31).

## Werk
Schrimpf war Autodidakt. Er zeichnete von Kindheit an wie besessen, aus dem Kopf und nach Vorlagen, und kopierte Bilder, die ihm besonders gefielen. 1913, nach seiner Rückkehr aus Ascona, besuchte er für acht Tage in München eine Malschule. Seine Selbstzweifel waren so stark, dass er seine Arbeiten vor fremden Augen versteckte. Außer vor seinem Freund, dem Schriftsteller Oskar Maria Graf (wie Schrimpf ehemaliger Bäckergeselle). Der sandte einige Blätter nach Berlin zur „Aktion“. Sie wurden sofort angenommen. Schrimpf war überrascht, dass andere an seiner Arbeit überhaupt Interesse finden konnten. Jetzt begann seine künstlerische Laufbahn. Zu seinen frühen Förderern zählen neben dem Publizisten und Kunstmäzen Herwarth Walden (Der Sturm/Aktion) auch die Kunsthistoriker und -kritiker Franz Roh und Werner Haftmann.
Schrimpf arbeitet vor allem mit Kohle, Kreide, Öl und Holzschnitt. Sein Werk zeichnet sich durch klare Umrisslinien und zarte Farbgebung aus. Von jedem Bild geht eine ungeheure Ruhe aus – gerade im Gegensatz zu Schrimpfs rastlosem Wanderleben. Seine Motive sind vor allem Frauen und Landschaften. Er malt Frauen vor dem Spiegel, Frauen am Fenster, Frauen, die voll Erwartung in die Weite schauen. Seine Landschaften sind menschenleer, pure Natur (z. B. die Osterseen).

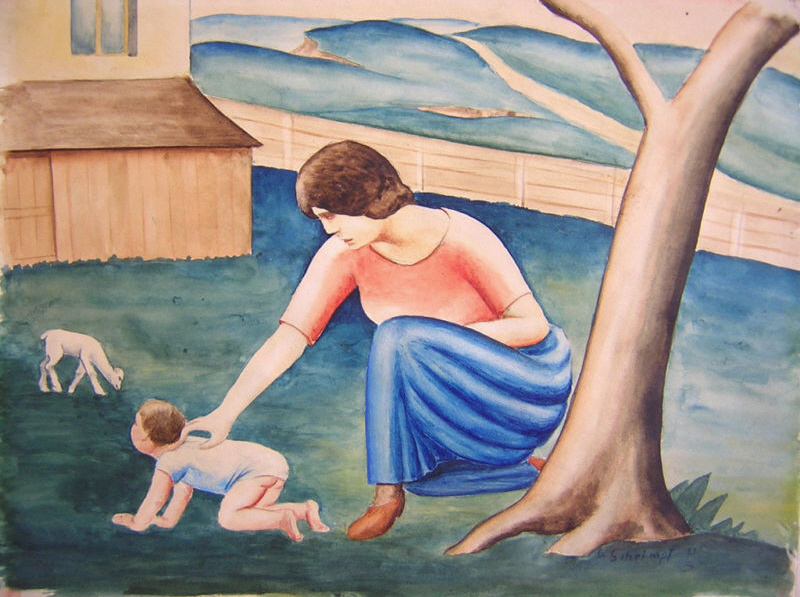
Mutter mit Kind und Lamm, 1921. Aquarell auf Papier, Blattmaß ca. 24 × 32 cm, Privatsammlung

Die künstlerischen Strömungen seiner Zeit scheinen Schrimpf nicht berührt zu haben. Es gibt bei ihm keine Gesellschaftskritik, keine Tagespolitik, kein aufregendes Großstadtleben, keine Sozialprobleme. Auch darin offenbart sich eine merkwürdige Ambivalenz seiner Persönlichkeit. Denn Schrimpf hatte sich früh mit linkem Gedankengut nicht nur beschäftigt, sondern angefreundet. Er war ein Jahr lang Mitglied der SPD. Als er Reden von Erich Mühsam hörte, war er so beeindruckt, dass er sich dessen Gruppe „Tat“ anschloss. Er sympathisierte immer mit „Revoluzzern“. Aber in seinem Werk schuf er eine Gegenwelt, eine Welt, wie er sie sich wohl als Ziel einer gelungenen Revolution erträumte.

## Arbeiten in Museen
- Museum of Modern Art, New York
- Neue Nationalgalerie Berlin
- Ostfriesisches Landesmuseum, Emden
- Kunstmuseum Basel, Basel
- Städtische Galerie im Lenbachhaus, München
- Pinakothek der Moderne, München
- Städtische Kunsthalle, Mannheim
- North Carolina Museum of Art, Raleigh
- Von der Heydt-Museum, Wuppertal
- Museum Ludwig, Köln
- Kurpfälzisches Museum der Stadt Heidelberg
- Los Angeles County Museum of Art
- Museum Gunzenhauser, Chemnitz
- Kunstmuseum Moritzburg Halle (Saale)

## Galerie

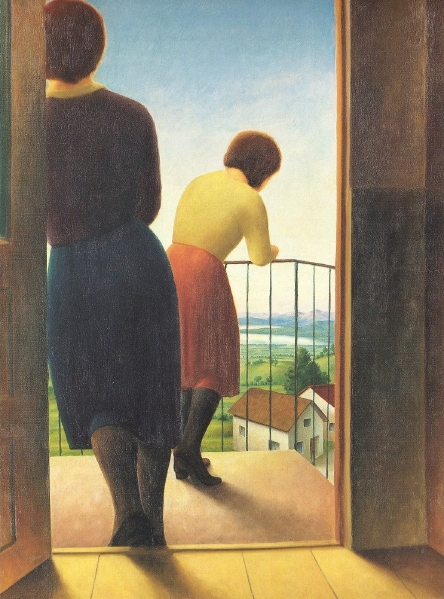
Auf dem Balkon, 1927
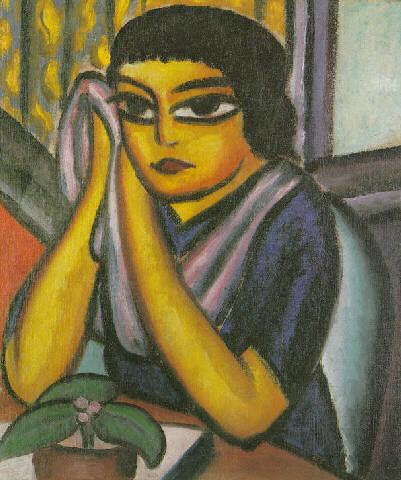
Bildnis Maria Uhden, 1917
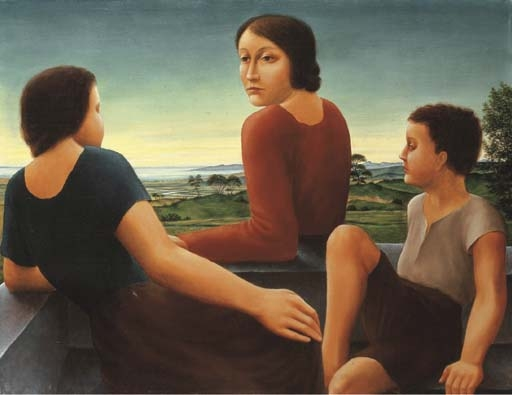
Figuren in Landschaft
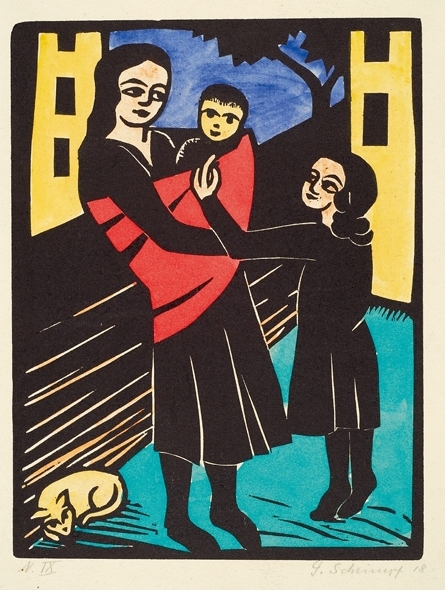
Kinder im Hof, 1918
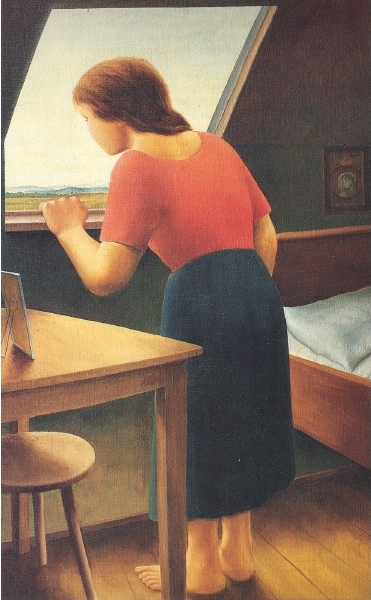
Mädchen am Fenster, 1925
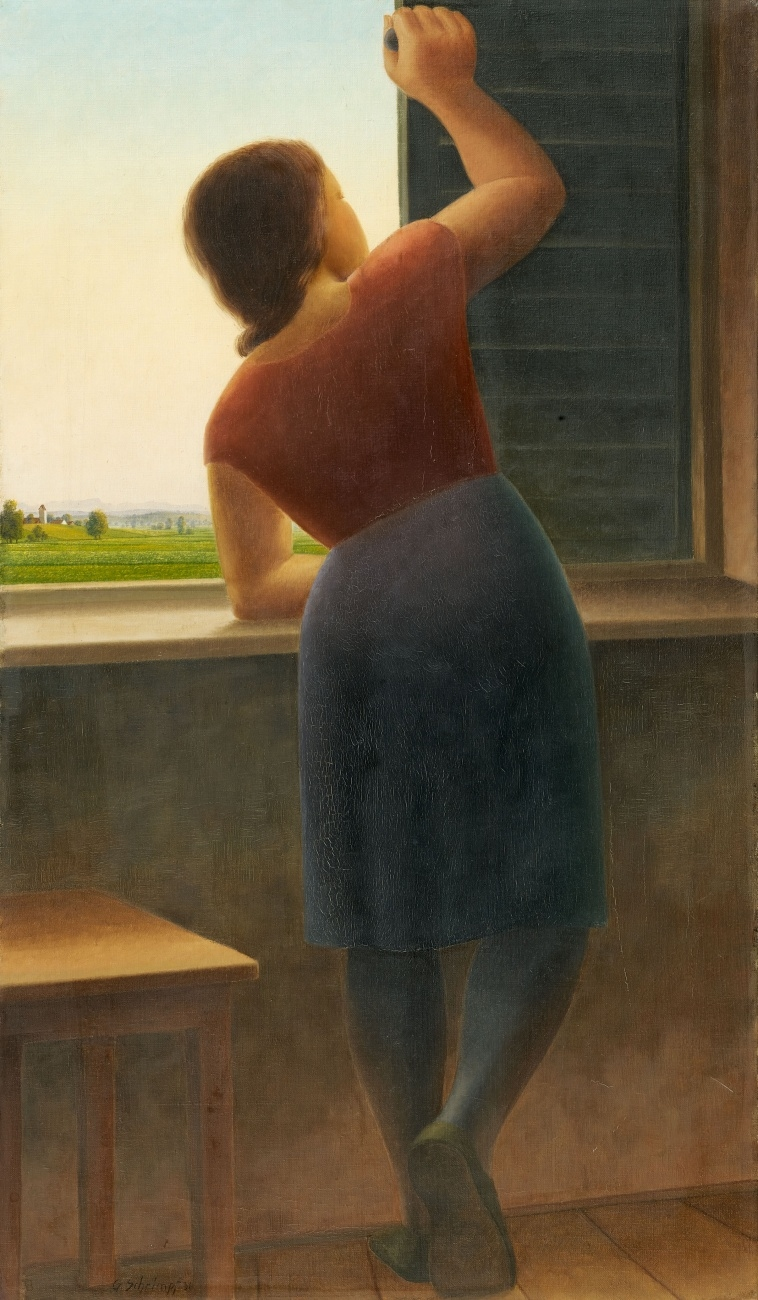
Am Morgen, 1931
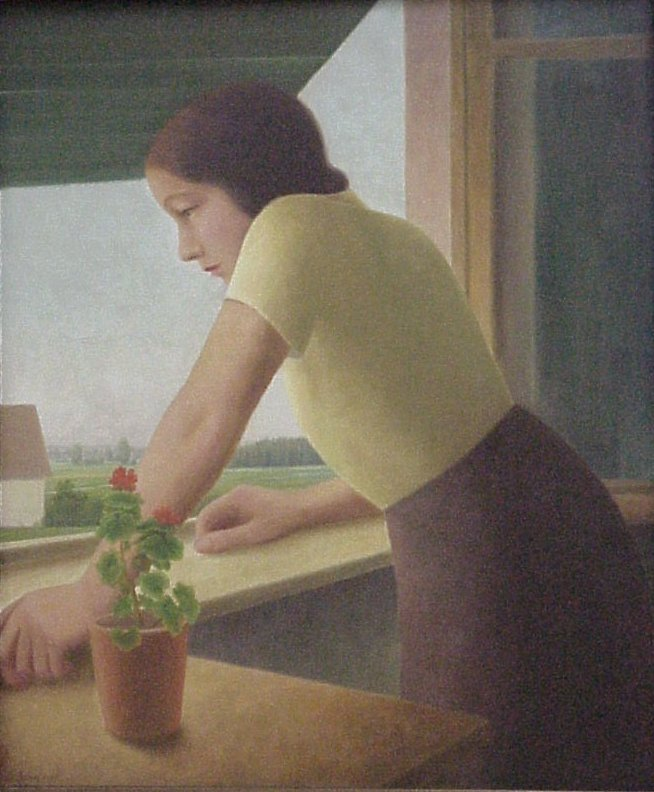
Ausschauende, 1932
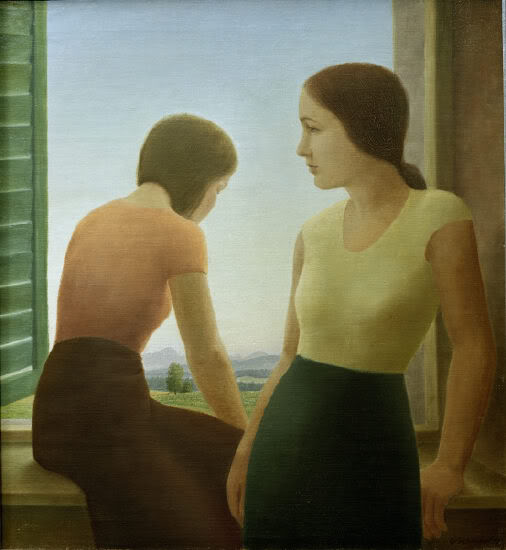
Zwei Mädchen am Fenster, 1937
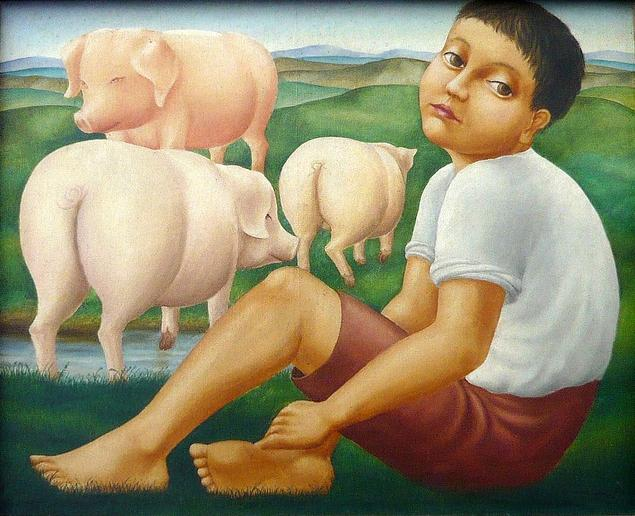
Junger Schweinehirt
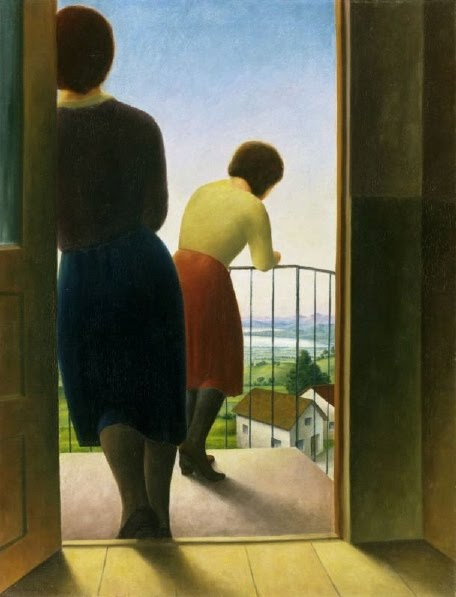
Auf dem Balkon
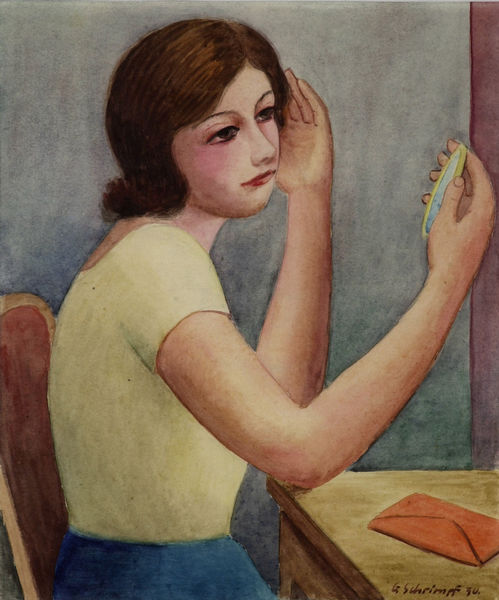
Mädchen mit Spiegel, 1930
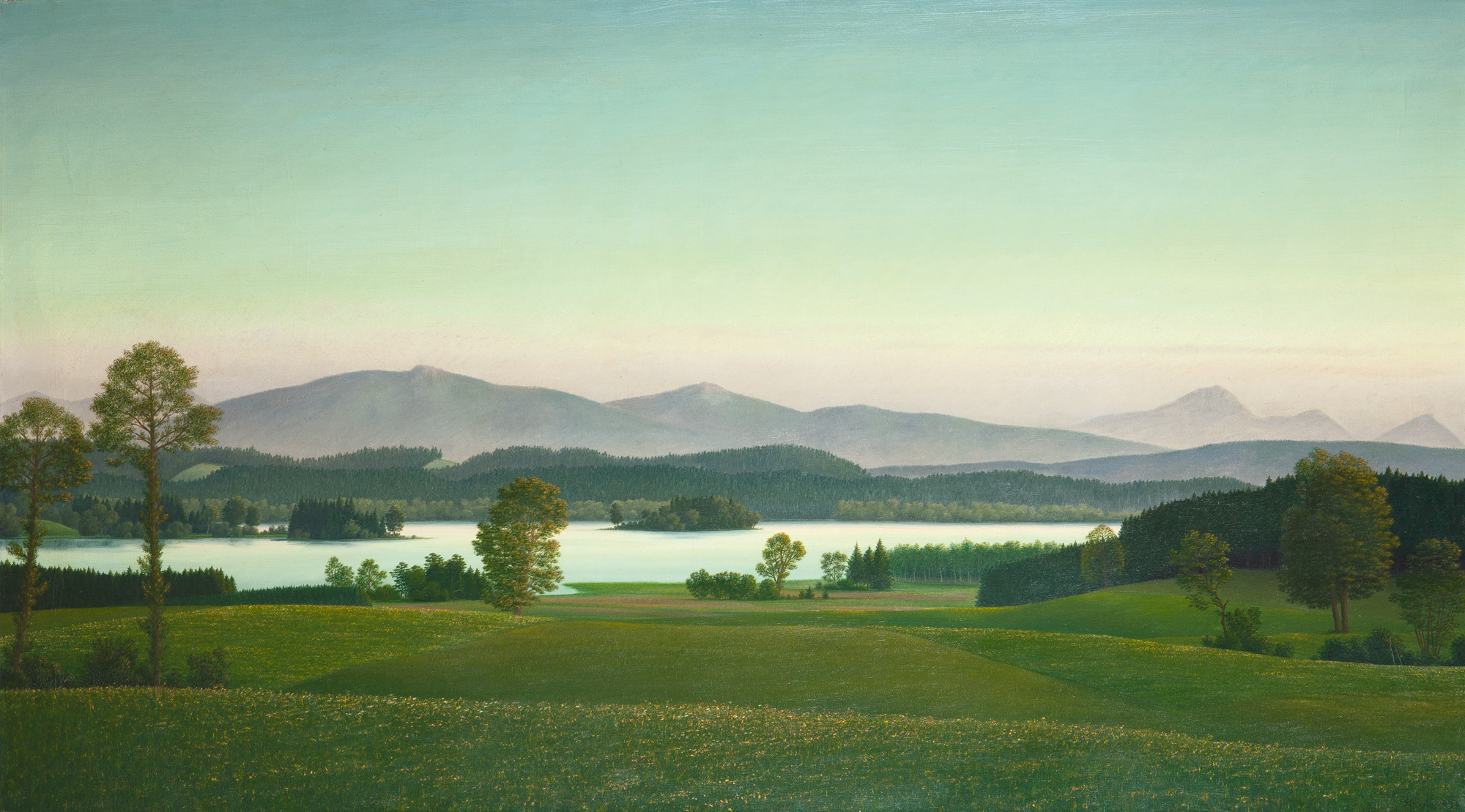
Staffelsee, 1934
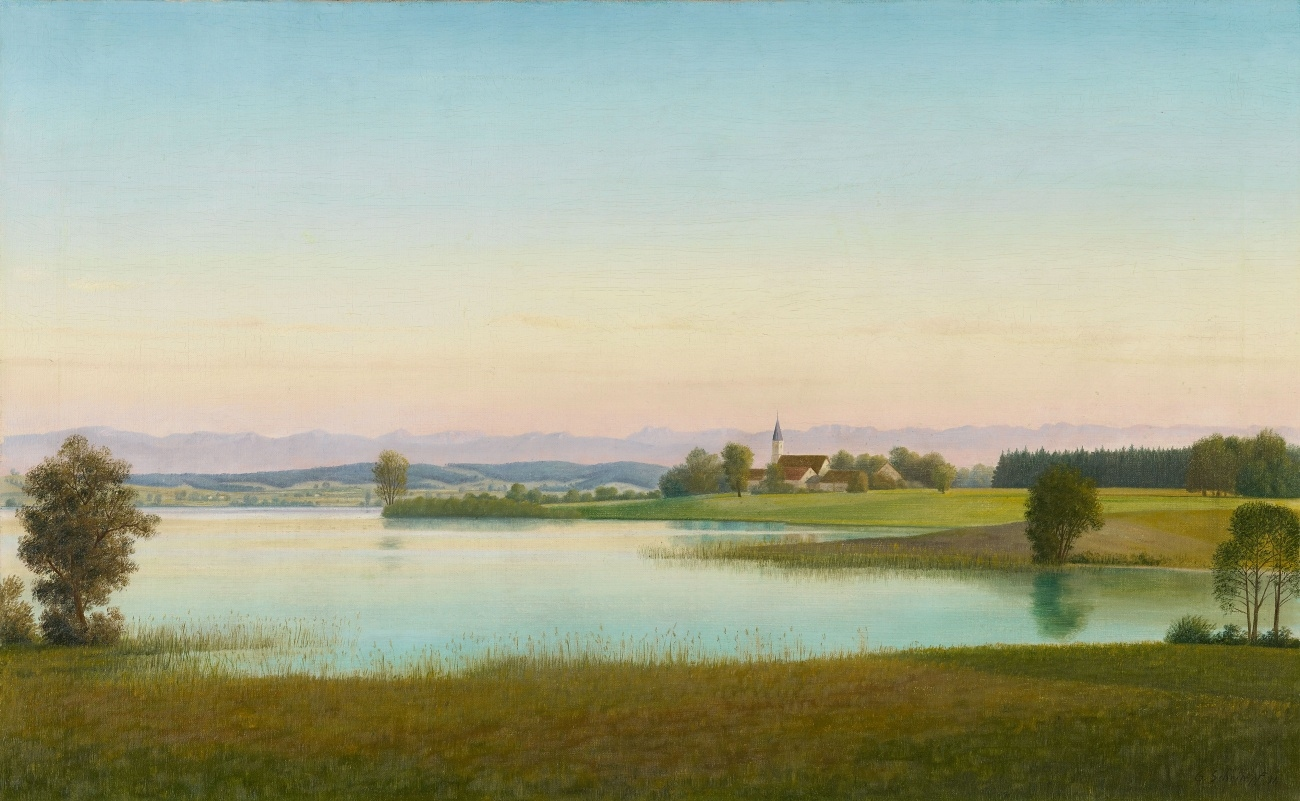
Chiemsee
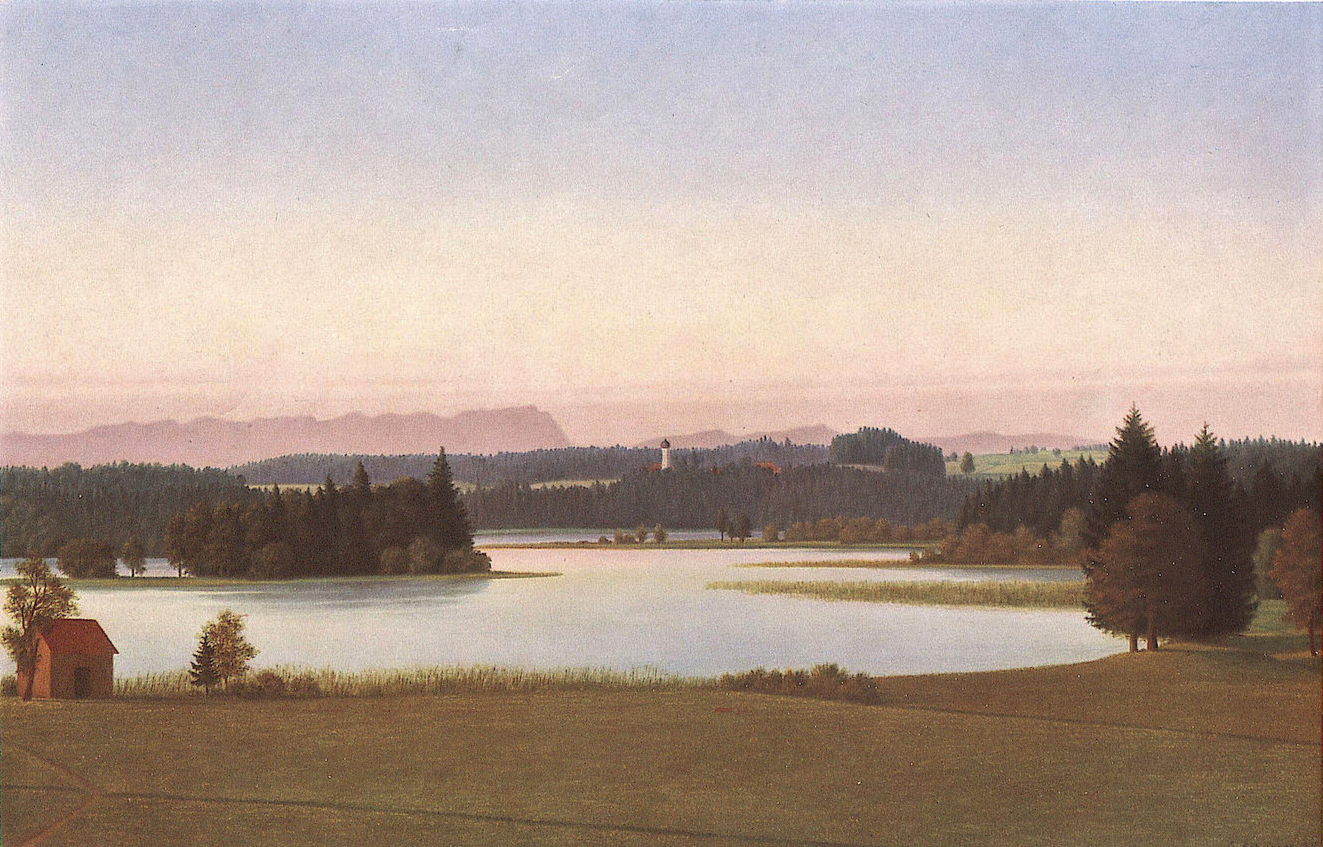
Osterseen

## Namensgeber für Straße
Nach Georg Schrimpf wurde 1947 in München im Stadtteil Lochhausen (Stadtbezirk 22 - Aubing-Lochhausen-Langwied) die Schrimpfstraße benannt.

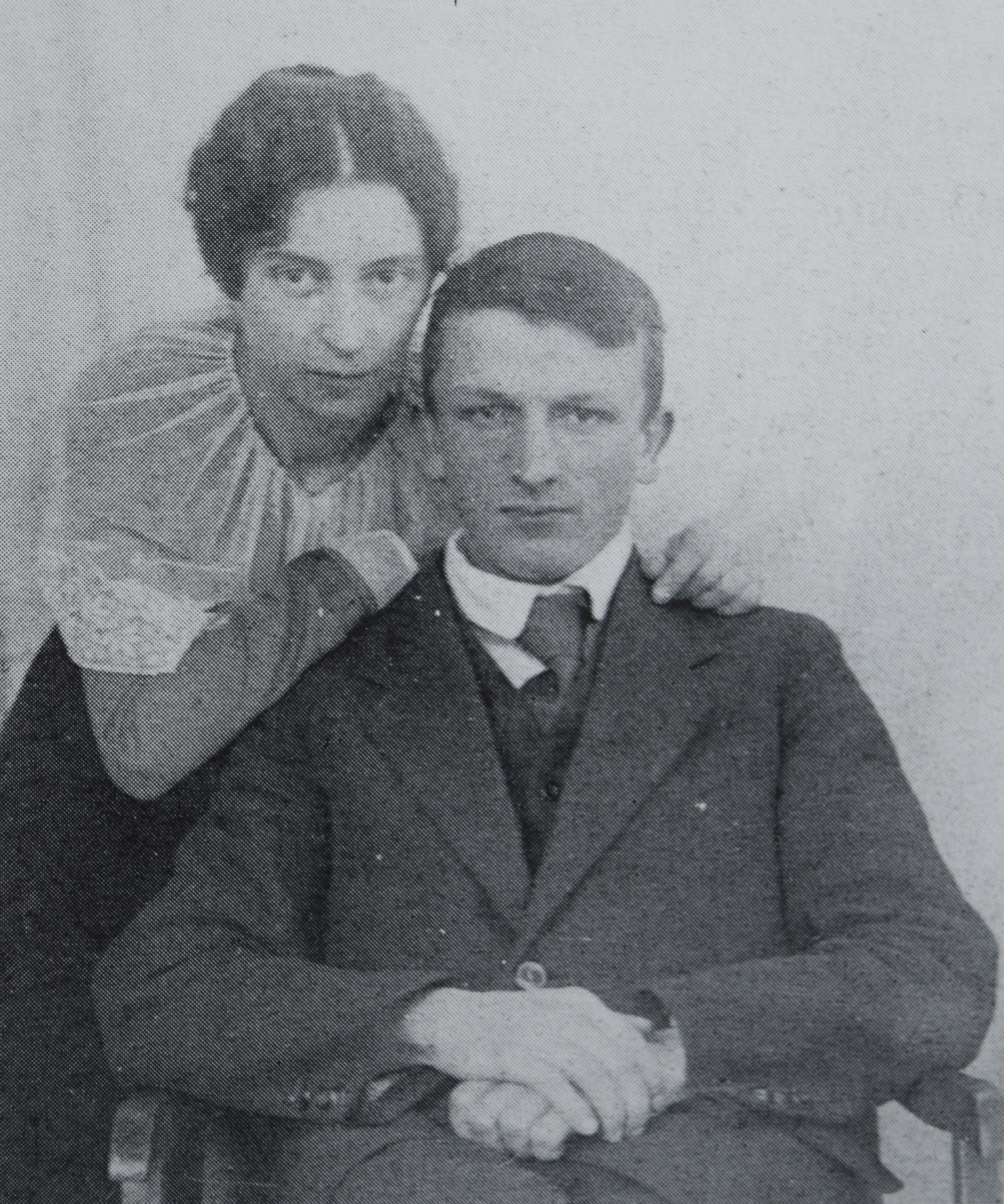
Georg Schrimpf mit seiner ersten Ehefrau Maria Uhden

Auch in der Gemeinde Gauting (südlich von München) wurde eine Schrimpfstraße nach Georg Schrimpf benannt.

## Ehrung auf Briefmarke

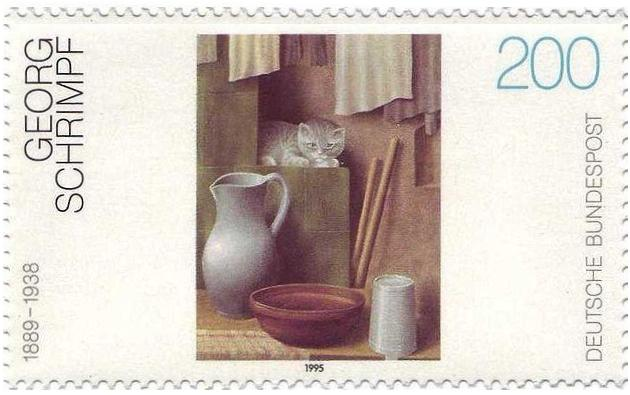
Deutsche Post AG 1995

1995 gab die Deutsche Bundespost im Rahmen der Serie „Deutsche Malerei des 20. Jahrhunderts“ zu Ehren Schrimpfs eine Zwei-D-Mark-Sonderbriefmarke heraus. Motiv ist sein Gemälde „Stillleben mit Katze“ von 1923 (siehe Abbildung dazu weiter oben).